# Йодо-доно
Йодо-доно (яп. 淀 殿, Yodo-dono) або Йодоґімі (яп. 淀 君, Yodogimi) (1567 — 4 червня 1615), також відома як «Пані Чача» (яп. 茶 々) — відома жінка періоду Сенґоку. Наложниця та дружина кампаку Тойотомі Хідейосі. Мати його сина та наступника Хідейорі. Була найвпливовішою жінкою Японії тих часів. Після смерті Хідейосі вона прийняла постриг, ставши буддистською черницею і отримала ім'я Дайкоїн (яп. 大 広 院). У 1614 році очолювала повстання проти Сьогунату.
Велике багатство і зміна долі її чоловіка та сина вплинули на життя Йодо-доно. Зі знайдених записів книжок від торговців предметами розкоші дає змогу ознайомитись із патронатом і смаком серед привілейованого класу жінок, як Йодо-доно та її сестри.

## Сім'я
- Батько: Азаї Нагамаса
- Мати: Оїчі
- Прийнята мати: Нене
- Чоловік: Тойотомі Хідейосі (він також її усиновлений батько)
- Сини:
  - Тойотомі Цурумацу (1589—1591)
  - Тойотомі Хідейорі
- Удочерили:
  - Тойотомі Садако (1592—1658), дочка Адзай Ґо пізніше одружився Кідзо Юкіїє

## Ранні роки
У 1570 році батько Чача, Нагамаса, розірвав свій союз з Одою Нобунага, і тридцятирічний період боїв до 1573 року, коли армія Нобунага оточувала Нагамасу в Замок Одані). Нобунага, однак, просив безпечного повернення своєї сестри Оїчі. Чача разом з мамою та двома сестрами залишили з нею замок. Замок Одан упав, і серед померлих були Нагамаса і Манпукумару, єдиний брат Чачі.
Смерть Нобунаги в 1582 році викликала відкриті бойові дії між Сібатою Кацуї та Хасібою Хідейосі з питання про правонаступництво. Сили Кацуї були розбиті в Битва за Сідзуґатаке, і він був змушений відступити в замок Кітаносо. За допомогою армії Хідейосі, обложивши його додому, Кацуї поставив замок у вогні; він і Оїчі загинули в ньому.
Проте, перш ніж Оїчі померла, вона пройшла Чачу, Адзай Ґо та Огацу, щоб доглядати та захищати Хідейсі.

## Наложниця Хідейосі
Йододоно став наложницею Хідейоші і скоро переїхав до Замок Йодо (звідки вона взяла її звання). Жінка Хідейоші,  Нене, як казали, не змогла зачатись; і, таким чином, Леді Йодо успадкувала багато її привілеїв. Вона мала двох синів з Хідейосі, Цурумацу, померлих молодих людей, і Хідейорі, народився в 1593 році, який став визнаним наступником Хідейоші. Хідейоші був також ворогом своїх батьків, спочатку її батько, потім її батько та мати.
У 1594 році сім'я переїхала до [Fushimi Castle], але трагедія сталася після того, як Хідейосі помер у 1598 році, і клан Тойотомі втратив значну частину свого впливу та значення. Йодо-доно переїхав в [Замок Осаки] з сином Хідейорі і задумав відновлення клану Тойотомі, і вона стала справжнім головою замку Осаки.
Токугава Ієясу, який захопив контроль над Хідейорі після смерті свого батька, тепер розглядав Хідейорі як перешкоду для його об'єднання Японії. Він поставив облогу в Осазький замок у 1614 році, але атака впала через, а згодом він підписав перемир'я з Тойотомі.
Проте в 1615 р. Ієясу зламав перемир'я і знову напав на замок Осаки, і цього разу йому вдалося. Йодо-доно та її син Хідейорі покінчили життя самогубством, таким чином закінчивши спадщину Тойотомі.

## Культурні посилання
Вигаданий персонаж на основі Йодо-доно з'являється в Джеймс Клэвелл   Шогун . Цей придурений головний герой — «Леді Очиба», який не любить Торанагу (Токугава Ієасу), оскільки він імовірно підозрював, що її син не був батьком Тайко (Toyotomi Hideyoshi). Тим не менш, вона захоплюється і довіряє вдові Тейко Йодоко ( Нене), яка закликає і її, і Торанагу вийти заміж, щоб Японія залишилася єдиною, а коли спадкоємець Яемон (Тойотомі Хідейорі) стає віком, він може сміливо взяти під контроль. У пізніших романах Джеймса Клевела з'ясовується, що, як і в реальній історії, Торанага в кінцевому підсумку обложив Очибу та Ямона у своєму замку, спонукаючи їх покінчити з собою.
У фільмі 2009 року " Гемено  (яп. 五 右衛門), Ча-Ча зображує Ryōko Hirosue і зображений як закоханий в Ishikawa Goemon (еквівалент Робін Гуд або Нед Келлі). Вона врешті-решт змушена вийти заміж за Хідейоші, хоча Гоумон намагається врятувати Ча-Ча безрезультатно, помираючи в спробі.
У 2011 році Тайга драма,   Gō: Хіме-тачі ні Сенгоку, Ча-ча була зображена японською актрисою Рі Міяззава. У драматичній серії  Nobunaga no Chef (2013) — Епізод 5, Чача робить її вигляд дитиною з боку її батьків. Велика частина цього епізоду обертається навколо неї і того, що вона не буде їсти м'ясо. Виходячи з занепокоєння своєї матері, головний герой цієї серії заданий (або, скоріше, змушений, інакше він зіткнеться з смертю), щоб зробити тарілку, яка зробить Чачу м'ясом.
Частина Гайма у фільмі «Чай-Ча» (зображена Хікару Ямамото з'являється у фільмі «Всесвітній світ», «Камінь райдер × Камен Райдер Гейм і Майстер: фатальний сніг з фільму Сенгоку»] " '. Сенгоку Період.
Серед відеоігор вона з'являється в Capcom останньому додатку серії «Onimusha» "Онімуша: зорі мрії , як Toyotomi Hideyoshi Наложниця і сестра до грайливого персонажа Огацу, який ласкаво називає Йодо своїм дитячим ім'ям «Ча-Ча». Вона також виступає як грайливий персонаж у «Самурайські Воїни: Дух Санада; Воїни Самураїв: Санада Мару». Вона також з'являється під назвою Чача, служитель класу Берсерк в "Fate / Grand Order . Йодо-доно також з'являється як головний антагоніст і остаточний бос у «Nioh s остаточний DLC» Кровопролиття в кінці ".